# Lisandro Alirio Rivas Durán
Lisandro Alirio Rivas Durán IMC (ur. 17 lipca 1969 w Boconó) – wenezuelski duchowny katolicki, biskup San Cristóbal od 2024.

## Życiorys
19 sierpnia 1995 otrzymał święcenia kapłańskie w zgromadzeniu Misjonarzy Matki Bożej Pocieszenia. Po święceniach pracował jako misjonarz w Kenii. W 2000 powrócił do kraju i został rektorem zakonnego seminarium filozoficznego. W latach 2002–2005 był zastępcą prowincjała, a przez kolejne sześć lat kierował wenezuelską prowincją zakonną. W kolejnych latach pełnił funkcje rektora seminarium w Bogocie (2011–2014) oraz kierownika kolegium misyjnego w Rzymie (2014–2021).
23 grudnia 2021 papież Franciszek mianował go biskupem pomocniczym archidiecezji Caracas, ze stolicą tytularną Dardanus. Sakry udzielił mu 12 marca 2022 kardynał Baltazar Porras.
31 października 2024 został mianowany biskupem diecezji San Cristóbal.